# تود بلاك
تود بلاك (بالإنجليزية: Todd Black)‏ هو منتج أفلام أمريكي، ولد في 9 فبراير 1960.

## وصلات خارجية
- تود بلاك على موقع IMDb (الإنجليزية)
- تود بلاك على موقع بوكس أوفيس موجو (الإنجليزية)
- تود بلاك على موقع قاعدة بيانات الفيلم (الإنجليزية)